# 凱旋公園駅
凱旋公園駅（がいせんこうえんえき）は台湾高雄市苓雅区奏捷里にある高雄捷運環状軽軌の駅。駅番号はC32。中正路と河南路の交差点南側、南凱旋公園内に位置する。

## 歴史
- 2017年2月9日 - 起工[1]。
- 2018年8月22日 - 駅名決定[2][注 2]。
- 2021年1月12日 - 本駅までの延伸により始発駅として開業[5]。
- 2024年1月1日 - 北側へ延伸、中間駅となる[6]

## 駅構造
相対式ホーム2面2線の地上駅。東側には別途1線の留置線を備えている。

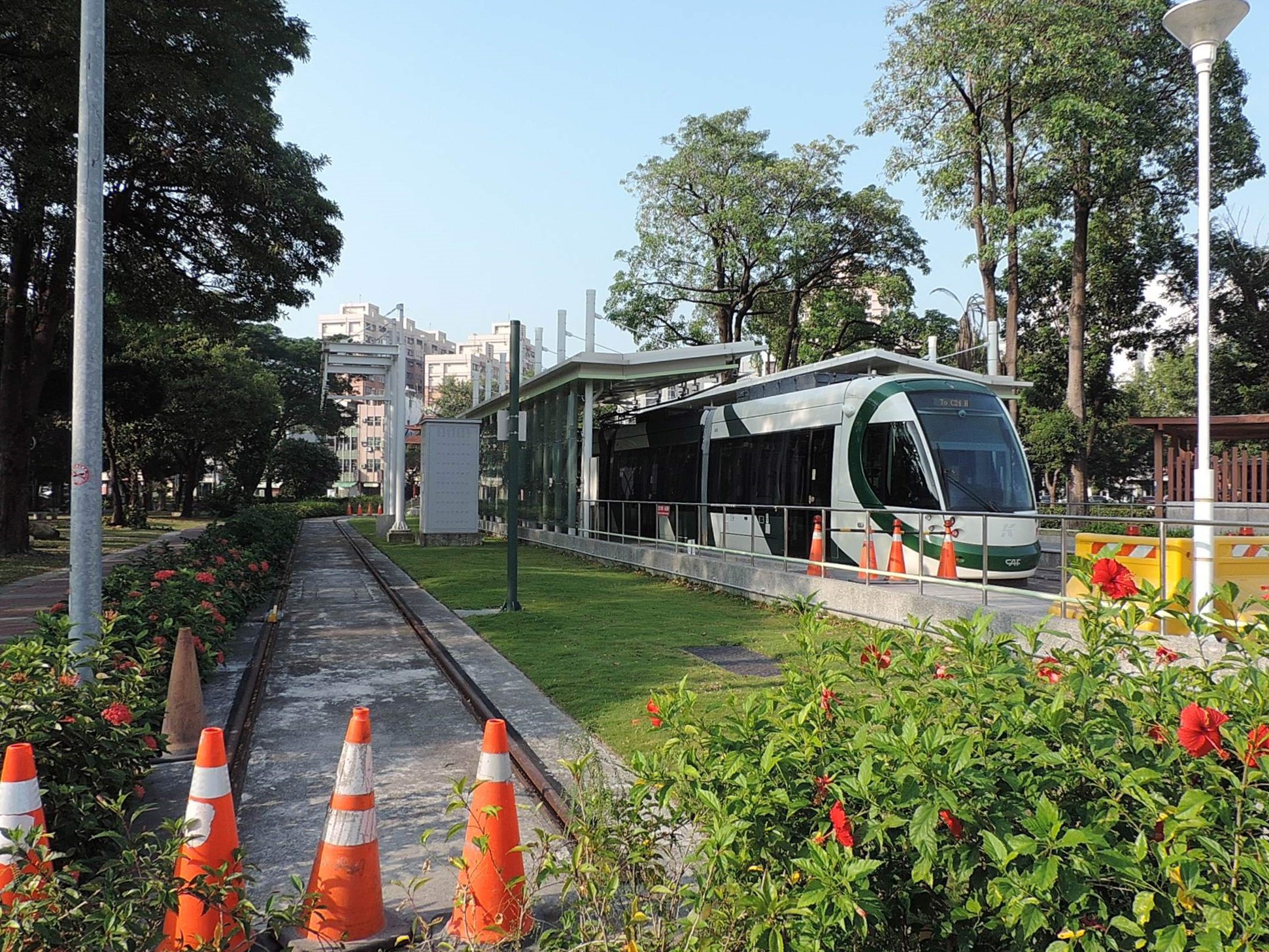
ホーム東側の留置線

| 地上                                        |                                                |
| 歩道                                        |                                                |
| 相対式ホーム、右側のドアが開く。自動券売機  |                                                |
| 内回り                                      | ←■環状軽軌 籬仔内・哈瑪星方面（衛生局駅）      |
| 外回り                                      | →■環状軽軌 愛河之心・哈瑪星方面（聖功医院駅）→ |
| 相対式ホーム 、右側のドアが開く。自動券売機 |                                                |
|                                             | （ホームなし）留置線                           |

- ホーム東側の留置線

## 駅周辺
- 南凱旋公園
- 北凱旋公園
- 高雄捷運橘線五塊厝駅（東に約0.4km）、文化中心駅（西に約0.5km）
- 高雄市政府警察局（中国語版）苓雅分局凱旋路派出所
- YouBike（高雄市公共自転車（中国語版））軽軌凱旋公園站（中正一路/河南路）
- 国立高雄師範大学
- 国立高雄師範大学附属高等学校

## 隣の駅
高雄捷運
■環状軽軌
聖功医院駅 C31 - 凱旋公園駅 C32 - 衛生局駅 C33

### 註釈
1. ↑  内回り哈瑪星経由での距離
2. ↑  計画時の仮称は彩虹公園で[3]、投票時の候補は凱旋公園、中正河南だった[4]。